# Otradnoje (district Kirovski)
Otradnoje (Russisch: Отрадное; Fins: Pella) is een Russische stad in de oblast Leningrad.
Het ligt zo'n 40 kilometer ten oosten van het centrum van Sint-Petersburg (en slechts drie kilometer van haar gemeentegrens), op de linkeroever van de Neva, en wel op het punt waar de zijrivier Tosna zich bij de Neva voegt. De stad is langwerpig van vorm; het loopt ongeveer 10 kilometer langs de Neva.
Otradnoje heeft rond de 21.500 inwoners. Het heeft ook een station aan de spoorlijn Sint-Petersburg - Volchov.

## Geschiedenis
De eerste schriftelijke vermelding van nederzettingen op de huidige plek dateert van 1708, onder de namen Ivanovskaya (Russisch: Ивановская) en Pella. In 1784 kwam het gebied in handen van Catharina de Grote. Onder haar bewind werd in Pella een gelijknamig paleiscomplex gebouwd. De residentie werd door haar opvolger Paul weer grotendeels afgebroken. De materialen werden gebruikt voor de bouw van het Michailovski-kasteel in het centrum van Sint-Petersburg.
In 1941 bezetten de Duitsers het gebied. De bebouwing werd vrijwel geheel verwoest. De verdere Duitse opmars naar Sint-Petersburg werd op dit punt echter gestopt. Een massief granieten monument herinnert hieraan.
De nederzettingen met stedelijk karakter Otradnoye en Ivanovskaya werden in 1970 samengevoegd; de nieuwe gemeente heeft sindsdien de stadstatus.
De beroemdste inwoner die Otradnoje heeft gehad is de kosmonaut Oleg Grigorevitsj Makarov.